# Kasia Borek
Katarzyna „Kasia“ Borek (* 30. April 1984 in Hameln) ist eine deutsche Schauspielerin und Popsängerin polnischer Herkunft.

## Karriere
Bekannt wurde Borek in Deutschland 2010 durch die auf Sat.1 ausgestrahlte Seifenoper Hand aufs Herz, in welcher sie bis zum Ende der Serie im September 2011 die Rolle der Schülerin Emma Müller spielte.
Vor der Kamera stand Borek jedoch erstmals 1994 bei der Kindersendung Vampy auf RTL 2, die sie zwei Jahre lang moderierte. 2004 begann sie ihr Schauspielstudium an der Filmhochschule Łódź, welches sie 2008 mit einem Magister abschloss.
Von 2005 bis 2007 folgten erste Rollen in Kurzfilmen der Filmhochschule Łódź. 2008 war sie mit dem Film Afonia und die Bienen (Afonia i pszczoły) erstmals in polnischen Kinos zu sehen, 2009 folgten die Filme Jürgensplatz, Der böse Onkel unter der Regie von Urs Odermatt, Felines Hirsch und Mensch ohne Hund.
Von Oktober 2011 bis April 2012 war sie auf Sat.1 in der Telenovela Anna und die Liebe in der Rolle Olivia „Liv“ Kosmar zu sehen. Kasia erhielt für ihre Rolle als „Emma Müller“ in Hand aufs Herz 2012 den German Soap Award in der Kategorie „Fanpreis Weiblich“.

## Filmografie
- 1995–1997: Vampy
- 2005: Mewa
- 2005: Anna
- 2006: Familiensituation
- 2007: Della i Jim
- 2007: World Champion
- 2008: Afonia i pszczoły
- 2009: Jürgensplatz
- 2009: Felines Hirsch
- 2009: Mensch ohne Hund
- 2010–2011: Hand aufs Herz
- 2011: Das Opfer (Kurzfilm)[5]
- 2011: Der böse Onkel
- 2011–2012: Anna und die Liebe
- 2018: Verliebt in Masuren
- 2019: Der Usedom-Krimi: Mutterliebe
- 2020: Der Alte: Verlorene Seelen

## Diskografie

### Singles
- 2010: Dreams (mit Hand aufs Herz Cast)

### Alben
- 2011: Der Soundtrack (mit Hand aufs Herz Cast) DE: # 35, 5 Wo.